# Cúp Síp 2008
Cúp Síp 2008 (tiếng Anh: Cyprus Cup 2008) diễn ra từ 5 đến 12 tháng 3 năm 2008. Năm đội tuyển quốc gia và một đội tuyển trẻ được mời tham dự giải.

## Thể thức
Tại vòng bảng, sáu đội được chia làm hai bảng. Các đội trong bảng thi đấu vòng tròn một lượt. Thêm vào đó, trong mỗi lượt đấu, hai đội không có trận đấu với đội trong bảng của mình sẽ đối đầu với nhau trong một trận giao hữu không tính vào kết quả chung.
Vòng phân hạng gồm ba trận đấu: trận tranh hạng nhất giữa các đội đầu bảng, tranh hạng ba giữa các đội nhì bảng, và tranh hạng năm giữa các đội cuối bảng.

## Vòng bảng

### Bảng A
| Đội      | Tr | T | H | B | BT | BB | HS | Đ |
| -------- | -- | - | - | - | -- | -- | -- | - |
| Hoa Kỳ   | 2  | 2 | 0 | 0 | 4  | 1  | +3 | 6 |
| Hà Lan   | 2  | 1 | 0 | 1 | 1  | 2  | -1 | 3 |
| Scotland | 2  | 0 | 0 | 2 | 1  | 3  | -2 | 0 |

| Hoa Kỳ                   | 2 - 1   | Scotland  |
| ------------------------ | ------- | --------- |
| Enyeart 27' · O'Hara 32' | Báo cáo | Grant 87' |

| Scotland | 0 - 1 | Hà Lan      |
| -------- | ----- | ----------- |
|          |       | Stevens 49' |

| Hà Lan | 0 - 2 | Hoa Kỳ                     |
| ------ | ----- | -------------------------- |
|        |       | O'Hara 32' · Enyeart 90+1' |

### Bảng B
| Đội      | Tr | T | H | B | BT | BB | HS | Đ |
| -------- | -- | - | - | - | -- | -- | -- | - |
| Canada   | 2  | 2 | 0 | 0 | 5  | 1  | +4 | 6 |
| Nhật Bản | 2  | 1 | 0 | 1 | 3  | 4  | -1 | 3 |
| Nga      | 2  | 0 | 0 | 2 | 2  | 5  | -3 | 0 |

| Canada                  | 2 - 1 | Nga            |
| ----------------------- | ----- | -------------- |
| Armstrong 8' · Lang 50' |       | Barbashina 18' |

| Nhật Bản | 0 - 3 | Canada                         |
| -------- | ----- | ------------------------------ |
|          |       | Sinclair 22' (ph.đ.), 42', 80' |

| Nga           | 1 - 3 | Nhật Bản                              |
| ------------- | ----- | ------------------------------------- |
| Truntaeva 37' |       | Sakaguchi 28' · Ohno 51' · Utsugi 57' |

### Giao hữu
| Nhật Bản                                           | 3 - 1 | Hà Lan      |
| -------------------------------------------------- | ----- | ----------- |
| Nagasato 35' (ph.đ.) · Sato 69' · Goto 70' (ph.đ.) |       | Stevens 56' |

| Nga                         | 2 - 0 | Hoa Kỳ |
| --------------------------- | ----- | ------ |
| Mokshanova 46' · Rogova 69' |       |        |

| Scotland              | 2 - 0 | Canada |
| --------------------- | ----- | ------ |
| Love 67' · Hamill 80' |       |        |

### Tranh hạng năm
| Nga                               | 3 - 2 | Scotland                 |
| --------------------------------- | ----- | ------------------------ |
| Morozova 13', 57' · Truntaeva 85' |       | Little 21' · Thomson 87' |

### Tranh hạng ba
| Hà Lan       | 1 - 2 | Nhật Bản                  |
| ------------ | ----- | ------------------------- |
| van Eyck 18' |       | Nagasato 23' · Utsugi 90' |

### Chung kết
| Canada                          | 3 - 2   | Hoa Kỳ              |
| ------------------------------- | ------- | ------------------- |
| Sinclair 10', 37' · Filigno 22' | Báo cáo | Steinbruch 75', 86' |